# 施恩
施恩是小说《水浒传》中一百單八將之一，绰号「金眼彪」，在小說第二十八回「武松威鎮安平寨，施恩義奪快活林」中登場，後來於三山聚義時跟隨二龍山眾人歸梁山，司職步军頭領。征方腊时，淹死於河裏。

## 經歷

### 經歷
施恩乃孟州獄長之子，本身學過些拳腳功夫，在快活林中经营一家酒店，因該店位於出入孟州必經之要衝，故往來商客甚多生意興隆；施恩養了一批亡命之徒維持這裡的地下秩序，想在快活林作生意得先給施恩拜碼頭交保護費才行，酒店加保護費的收入一個月可達三百兩左右，在孟州是頗有聲勢的地頭蛇。張團練覬覦酒店生意，便請來武藝出色的蒋门神蔣忠強佔酒店並把施恩打成重傷，足足躺了兩個月才能下床。施恩想趕跑蔣忠奪回酒店，但找不到能匹敵蔣忠的打手而一籌莫展。
適逢武松发配到孟州，施恩聽聞武松有殺虎神力，於是派人每日好酒好肉款待武松，並求武松幫忙夺回酒店，武松為還恩便替施恩醉打蔣门神奪回酒店。

### 落草
后来武松被蔣忠勾結張團練與兵馬督監張蒙方設計入獄並誣陷重罪求處死刑，施恩知情後三入死牢花錢打點上下設法讓武松脫罪，知府等人也在施恩的努力下知曉武松被張蒙方陷害，外加知府未從張蒙方那裡得到好處，不想便宜張蒙方的知府便輕判武松發配恩州並杖責二十棍了事，行刑的小吏也只做做樣子輕打武松，讓武松無傷而退，後來由張蒙方遣官差與蔣忠弟子押送武松到恩州。
出了孟州城門口，施恩趕來送別武松，送了武松兩件錦衣與一些碎銀當盤纏，並告訴武松酒店又被蔣忠奪回去，也囑咐武松押送他的官差可能不懷好意，最後淚別武松。唯一的王牌救星離開後施恩也失去在孟州立足的餘地。
武松在途中反殺要害死他的押解官差與蔣忠徒弟後，返回孟州杀了张蒙方一家和蔣門神後潛逃，官府認為施恩勾結武松而欲捉拿施恩，施恩逃離孟州亡命江湖一段時日，後來打听得知武松在二龙山上當頭領，于是也去入了伙，成為頭領之一。
後來聯同梁山、桃花山、白虎山英雄，三山投破青州。之後就隨二龍山頭領上梁山。及後參與多場戰役，立功不少，在第七十一回分派為步军頭領。
梁山泊好漢們受招安後，施恩隨梁山好漢在征讨方腊。途中，他於進攻昆山时不幸船破落入水中，跟孔亮雙雙淹死。

## 出場回目
- 第二十八回「武松威鎮安平寨，施恩義奪快活林」
- 第二十九回「施恩重霸孟州道，武松醉打蔣門神」
- 第三十回「施恩三入死囚牢，武松大鬧飛雲浦」
- 第五十八回「三山聚義打青州，眾虎同心歸水泊」
- 第八十四回「宋公明兵打薊州城，盧俊義大戰玉田縣」
- 第一百十三回「混江龙太湖小结义，宋公明苏州大会垓」

## 文化影響
施恩由於出現於「武松醉打蔣門神」這個水滸傳裏其中一個最廣為人知的小段，而成為水滸傳中一個比較知名的配角。故不少水滸傅精選本或改編本中都有提及施恩，其中包括出現於香港著名漫畫《老夫子》。

## 影视形象
- 1983年山东版《水浒》：王文杰
- 1998年央视版《水浒传》：常玉平
- 2011年版《水浒传》：劉子赫